# Dennis Masai
Dennis Chepkongin Masai (né le 1er décembre 1991) est un athlète kényan, spécialiste du fond.
Juste après avoir été second des sélections kényanes à Nairobi le 17 juin 2010, en 28 min 25 s 0 (temps manuel, en altitude), il devient champion du monde junior à Moncton le 20 juillet 2010 en 27 min 53 s 88 (WJL).
C'est le jeune frère de Moses Ndiema Masai et de Linet Chepkwemoi Masai.